# 充満
| ウィキペディアには「充満」という見出しの百科事典記事はありません（タイトルに「充満」を含むページの一覧/「充満」で始まるページの一覧）。 代わりにウィクショナリーのページ「充満」が役に立つかもしれません。 |